# آندریا بنیتز
آندریا بنیتز (اسپانیایی: Andrea Benítez‎؛ زاده ۱۰ مهٔ ۱۹۸۶) یک تنیس‌باز اهل آرژانتین است.